# David Wark Griffith
David Wark Griffith, all'anagrafe David Llewelyn Wark Griffith (La Grange, 22 gennaio 1875 – Los Angeles, 23 luglio 1948), è stato un regista, produttore cinematografico e sceneggiatore statunitense.
La sua fama è probabilmente pari a quella del suo film Nascita di una nazione. La storiografia cinematografica, e non solo, lo riconosce come uno dei padri del cinema, in particolare colui che stabilì le regole del cinema narrativo.

## Biografia

### L'infanzia
Figlio di un eroe della guerra di secessione americana, il colonnello dell'esercito confederato Jacob "Roaring Jake" Griffith, David crebbe cullato dai racconti romantici e melodrammatici delle vicende militari ed educato a una severa morale protestante. Griffith intraprese la carriera di drammaturgo, ma senza successo. Provò a fare l'attore, individuando però presto la sua strada nella direzione cinematografica.
Tra il 1908 e il 1913 lavorò alla casa di produzione American Mutoscope and Biograph Company, per la quale diresse all'incirca 450 cortometraggi, il formato allora standard per i film, che erano spesso proiettati a gruppi. Qui maturò una certa esperienza tecnica, alla luce anche delle innovazioni del cinema italiano dell'epoca (gli Stati Uniti, almeno fino al 1915, furono più importatori che esportatori di film). In cortometraggi come The Adventures of Dollie (1908) aveva già maturato una perfetta costruzione lineare delle scene (senza salti di tempo tra un'inquadratura e l'altra), mentre in altre opere iniziò a fare uso degli "inserti", cioè di quelle inquadrature che spezzavano il classico piano medio di lunga durata e che consistevano in un cambio di punto di vista, in un dettaglio ingrandito, che diventava più chiaro, in un volto che esplicitava lo stato d'animo del personaggio. Il film Cabiria (1914) dell'italiano Giovanni Pastrone fu ammirato da Griffith, che rimase colpito, oltre che dall'impatto visionario, dalla varietà di inquadrature e dalla durata allora inusitata (quasi tre ore).
Le novità recepite da Griffith erano da lui condivise col suo operatore - e collaboratore per diversi anni - Billy Bitzer e con l'attrice dei suoi migliori film del periodo muto, Lillian Gish.
Il maggiore coinvolgimento dello spettatore nella scena spingeva i cineasti a proseguire su questa strada; però, fino ad allora, queste tecniche erano ancora legate a scopi come chiarificare un'azione, rendere più spettacolare un effetto speciale, ecc. Non esisteva ancora il concetto di usare le inquadrature in funzione della storia raccontata, per aumentare il coinvolgimento, come per costruire un personaggio, per rendere una scena incalzante, ecc. Fu proprio Griffith, nel 1915, a iniziare questa rivoluzione.
Tra le tecniche usate c'erano il cross-cutting o montaggio alternato, il cosiddetto "finale alla Griffith", o anche il close-up, o ancora i diversi piani di ripresa, la ripresa con camera in movimento, ecc.
Trasferitosi a Hollywood, dove i produttori newyorkesi avevano individuato una location che potesse garantire l'illuminazione solare necessaria a impressionare al meglio le poco sensibili pellicole di allora nell'arco di tutto l'anno (a differenza della piovosa East coast), nel 1910 Griffith vi diresse uno dei primi film dei nuovi studios.

### Nascita di una nazione

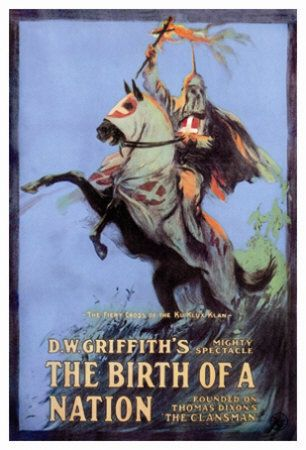
Locandina del film Nascita di una nazione

Convinto che il lungometraggio sarebbe stato il futuro del cinema, nel 1915 fondò unitamente a Mack Sennett la Triangle Film Corporation, con cui produsse Nascita di una nazione (160 minuti di proiezione).
Con questo film Griffith mise a punto un nuovo modo di fare cinema: Nascita di una nazione è la prima opera cinematografica pienamente narrativa, dove il rapporto tra interesse verso la storia raccontata e verso le immagini mostrate propende decisamente verso la prima. Il film è una ricostruzione romanzata di alcuni episodi della guerra di secessione americana, presa da due romanzi piuttosto modesti del reverendo Thomas Dixon, dove le azioni si svolgono con sorprendente velocità, incalzata da inquadrature molto brevi, montate secondo effetti narrativi ben studiati che conferiscono un dinamismo mai visto, una forza e passione nuova nei personaggi, una violenza nelle scene di guerra come nessuno era riuscito a filmare.
Il film, nonostante lo strepitoso successo (con un incasso di 10 milioni di dollari, fu il film muto più redditizio della storia del cinema) grazie all'innegabile primato del linguaggio, è un'opera aspramente criticata per il contenuto platealmente razzista della seconda parte. Il Ku Klux Klan è raffigurato come un movimento spontaneo di "cittadini volenterosi" che ristabilisce l'ordine nel Sud, sconfitto nella guerra civile e abbandonato dal governo del Nord a orde armate di schiavi liberati e violenti.
Tutti i personaggi neri (interpretati anche da attori bianchi con la faccia dipinta) sono rappresentati come rozzi e intellettualmente inferiori ed i maschi sono invariabilmente desiderosi di stuprare le donne bianche. Se da una parte il successo al botteghino fu, come già detto, strepitoso, dall'altra la riscrittura della storia degli anni immediatamente successivi la guerra civile americana - basti pensare a come e perché furono approvate le leggi Jim Crow dopo il 1877 - fu all'origine di violenti scontri in molte città degli Stati Uniti, che turbarono molto, oltre che la società, anche il regista stesso.
Il fondatore del moderno Ku Klux Klan, William J. Simmons, ebbe a dichiarare che Nascita di una Nazione fu "tremendamente di aiuto per il Klan”. Alcuni storici collegano il successo della pellicola con la rinascita del Klan negli anni 20 e con l'aumento dei linciaggi verificatosi negli Stati Uniti a partire dall'anno di uscita del film.

### Intolerance

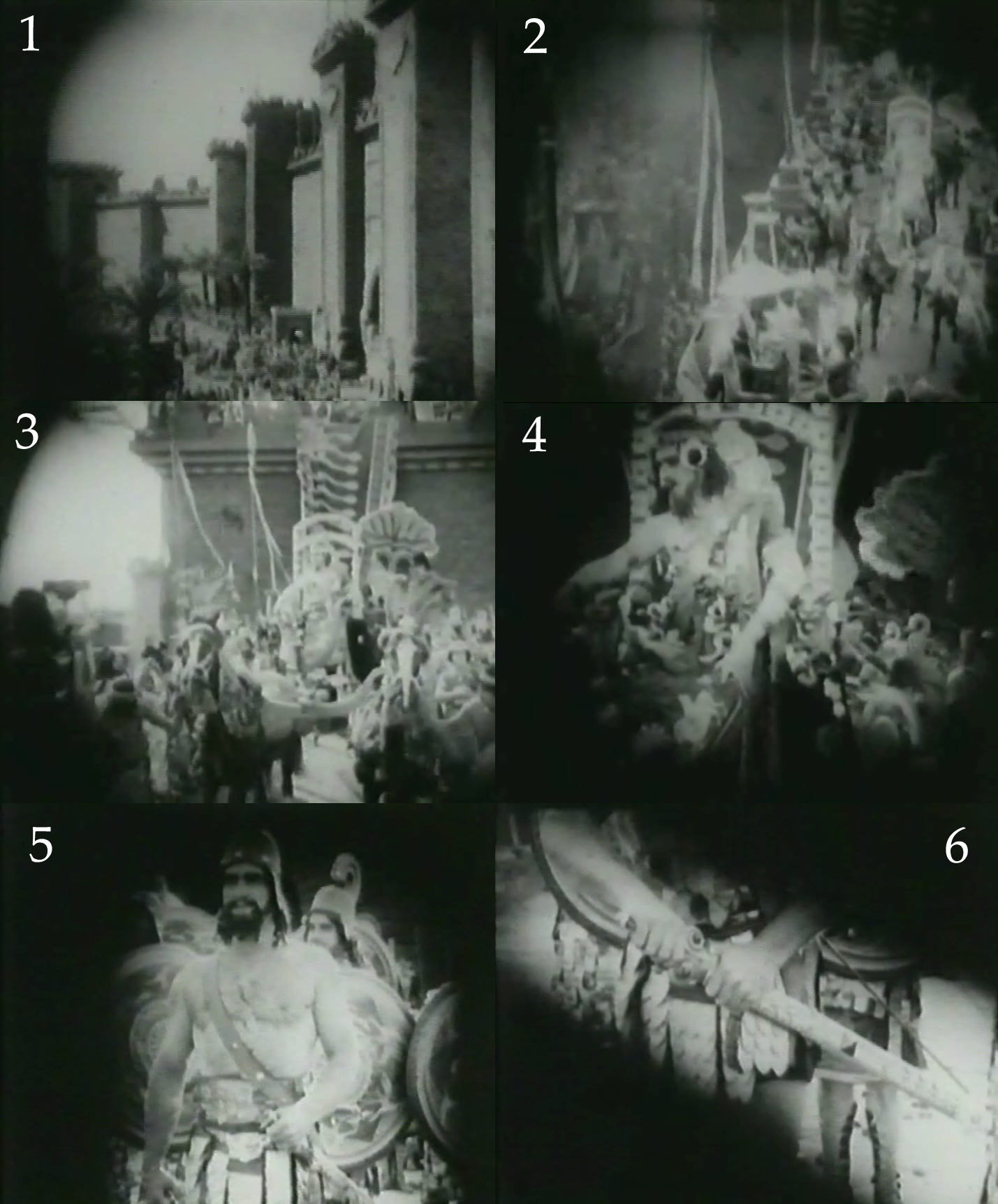
Sequenza con inquadrature gerarchiche: dalla panoramica ("master shot"), al personaggio principale (il principe), al personaggio secondario (la guardia del corpo) fino al dettaglio (la spada). I mascherini aiutano a focalizzare velocemente quello che il regista vuole sottolineare. Da Intolerance, 1916

Griffith, dopo aver pubblicato il pamphlet The Rise and Fall of Free Speech in America per difendere la sua libertà di espressione politica dopo le aspre critiche a Nascita di una Nazione, decise di comporre un'autodifesa più efficace, rappresentata da un nuovo, ambizioso film, Intolerance, dedicato alla condanna di tutte le forme di violenza e intolleranza, uscito nel 1916.
Se col suo primo lungometraggio aveva elaborato i modi della narrazione classica, in Intolerance si spinse oltre, stimolando la riflessione dello spettatore tramite il montaggio parallelo di quattro storie, ambientate in tempi e luoghi molto diversi, accomunate dall'idea di pace e armonia tra gli individui: l'America di quegli anni, tra lotte sociali e il nascente proibizionismo; la Francia della notte di San Bartolomeo; la Palestina ai tempi di Gesù; e Babilonia prima della conquista da parte di Ciro II di Persia. Intolerance divenne una sintesi della violenza nel mondo, con gli episodi che acquistavano valenza universale grazie al continuo intreccio.
In questo film Griffith si interessò più al concetto che voleva manifestare, che non alle singole storie, sacrificando la continuità narrativa in favore di un discorso più complessivo.
Il film, che durava originariamente 197 minuti, era praticamente quattro pellicole in una, ciascuna con un grandioso budget in termini di scenografie, comparse, ecc. Il messaggio pacifista non venne accolto dal pubblico e anche la critica stroncò l'opera, che venne definita macchinosa e infarcita di schematismi. Il riscontro di pubblico fu molto al di sotto delle aspettative, tanto che trascinò la Triangle verso la bancarotta nel 1917.

### Dopo il tracollo
Dopo il tracollo di Intolerance Griffith aveva speso tutti i guadagni di Nascita di una nazione e accumulato numerosi debiti che lo imbrigliarono per molti anni. Lavorò per la Artcraft, costola della più nota Paramount Pictures e nel 1920 per la First National.
In seguito si associò con Charlie Chaplin e i due attori allora più famosi d'America, Douglas Fairbanks Sr. e Mary Pickford, coi quali fondò la United Artists, una casa di produzione indipendente che difendesse l'autonomia degli artisti rispetto al potere sempre più incombente dei produttori. Nel 1919 rieditò Intolerance, facendo uscire l'episodio contemporaneo e quello babilonese come due film separati.
Lo stesso anno girò il Giglio infranto, con una straordinaria performance recitativa di Lillian Gish. Il film affrontava un tema caro a Griffith, quello della violenza sui deboli, raccontando la storia di una ragazzina figlia di un ex-pugile alcolizzato, che stringe amicizia con un cinese (due reietti della società che trovano conforto l'uno nell'altro), prima del finale drammatico. In questa opera Griffith sperimentò un altro espediente tecnico, quello della doppia soggettiva: un campo-controcampo a 180º, che mostra i duri sguardi del padre e della figlia che si fissano aggressivamente guardando nell'obiettivo (e quindi lo spettatore), con una violenza espressiva mai vista prima.

### Gli ultimi lavori
Benché apprezzato come artista, fu sempre criticato per le presunte idee razziste e non fu più in grado di eguagliare il grandioso successo di Nascita di una nazione. Gli insuccessi seguenti ne affrettarono il ritiro dal set nel 1931. Fu descritto come un uomo dal carattere imperioso e privo di humour.
Due i matrimoni: il primo con Linda Arvidson, sposata il 14 maggio 1906, dalla quale divorziò il 2 marzo 1936; il secondo con Evelyn Baldwin, il 2 marzo 1936, dalla quale pure divorziò nel novembre 1947. Nel 1936 gli fu conferito uno speciale Academy Award alla carriera. Negli anni del suo declino e di dedizione all'alcool sperperò tutti i lauti proventi del periodo in cui era al vertice della carriera.
Un'emorragia cerebrale ne concluse l'esistenza il 23 luglio 1948 all'età di 73 anni; verrà sepolto nel Cimitero metodico del monte Tabor di Crestwood, Kentucky.
Il 5 maggio 1975, lo U.S. Postal Service, rendendogli omaggio, emise un francobollo postale di 10 cent che lo raffigurava. La sua figura fu evocata nel film Good morning Babilonia (1987) per la regia dei fratelli Taviani.
Nella cultura di massa è noto in Italia anche per un celebre riferimento nel film Il secondo tragico Fantozzi (1976) nel quale il personaggio di Griffith viene indicato come "padre del cinema americano" dal ragionier Ugo Fantozzi che risponde ad una domanda del suo superiore e fanatico di cinema Guidobaldo Maria Riccardelli.

## Il cinema di Griffith
David Wark Griffith è considerato l'inventore del linguaggio cinematografico "classico". Per primo codificò univocamente la terminologia tecnica:
- inquadratura intesa come singola ripresa, assimilabile a una parola;
- scena intesa come insieme di inquadrature, assimilabile alla frase;
- sequenza intesa come insieme di scene, assimilabile a un paragrafo.

Per Griffith è calzante usare l'espressione di "grammatico" del cinema, poiché codificò un linguaggio che, nonostante le sue rivendicazioni sull'invenzione delle singole tecniche, era già presente nel cinema, ma privo di collegamenti e coesione. Soggettive, raccordi sull'asse erano già presenti nel cinema inglese da più di un decennio (nelle opere dei registi della scuola di Brighton); il carrello era un brevetto di Giovanni Pastrone; la panoramica era già stata usata da Edwin Porter, e così anche la dissolvenza, il primo piano, ecc. Il merito di Griffith però non fu per questo inferiore: anzi, fu il primo che seppe creare un "sistema retorico narrativo", l'ossatura di un linguaggio universale per il racconto cinematografico, che comprendesse tutte queste tecniche, ciascuna col suo significato e uso.
Prima di Griffith un primo piano, ad esempio, era essenzialmente uno zoom, una curiosità; dopo di lui divenne lo strumento fondamentale per costruire psicologicamente un personaggio: i volti, con tutta la gamma di emozioni presentabili, non erano più lo specchio delle semplici fattezze oggettive, ma mostravano gli stati d'animo, i pensieri e la stessa anima dei personaggi.

### Il montaggio narrativo
Alla base del montaggio narrativo c'è la scomposizione della scena in tante inquadrature frammentarie. A seconda dei collegamenti tra queste inquadrature si hanno vari effetti. I principali di questi effetti, tutt'oggi validi e in uso, vennero messi a punto e teorizzati da Griffith:
Si distinguono tre tipi di montaggio:
1. classico (o analitico)
2. alternato
3. parallelo

#### Montaggio classico
Il montaggio classico è quello più frequente, poiché applicabile a tutte le scene generiche e si basa sostanzialmente su tre principali tipi di raccordo (ossia di collegamento tra inquadrature):
- Raccordo di direzione: più inquadrature seguono qualcuno o qualcosa che si muove in più spazi diversi; è il caso tipico di una passeggiata mostrata con una telecamera non in movimento, attraverso singole riprese dei singoli luoghi attraversati, montati poi in sequenza. Regola fondamentale di questo tipo di raccordo è che se il personaggio in movimento esce ad esempio da destra, nell'inquadratura successiva deve riapparire da sinistra, per evitare confusione nello spettatore, che potrebbe avere l'impressione che il personaggio abbia cambiato direzione (in caso contrario si parla di "scavalcamento di campo", che è un grave errore di raccordo, sebbene sia di tanto in tanto usato dai registi per ottenere particolari effetti o come provocazione).
- Raccordo sull'asse: consiste nel montare due inquadrature delle quali la seconda è sulla stessa linea della prima (come se si guardasse dallo stesso punto di vista), ma più vicina oppure più lontana. L'effetto è quello di un balzo in avanti (o indietro) sullo stesso asse.
- Raccordo di sguardo: in un'inquadratura si mostra un personaggio che guarda qualcosa e nell'inquadratura successiva si mostra ciò che viene guardato (anche se durante le riprese essi potevano essere stati filmati non vicini e magari nemmeno nello stesso posto). Un sottoinsieme del raccordo di sguardo è il raccordo di soggettiva, che presenta l'oggetto guardato con un'inquadratura appunto soggettiva, ossia secondo il punto di vista esatto del personaggio. Per esempio se un personaggio ha un oggetto in mano si vedrà la sua mano sotto, se guarda da un cannocchiale si vedrà dal foro circolare.

#### Montaggio alternato e parallelo
Il montaggio alternato e quello parallelo vengono invece usati quando due o più storie indipendenti sono legate in una sequenza.
- Col montaggio alternato si segue una storia che si dirama in due parti, saltando dall'una all'altra alternativamente: per esempio inseguitore e inseguito o due amanti che vanno ciascuno per la propria strada. Questo tipo di montaggio divenne tipico delle narrazioni più intense e coinvolgenti
- Col montaggio parallelo si mostrano due storie completamente indipendenti, che hanno in comune solo un'idea, o un vago rapporto di causa-effetto: per esempio nel film A Corner in Wheat del 1908 Griffith mostrò alternativamente un commerciante che si arricchisce e i contadini poveri alla fame, senza nemmeno le sementi. Il montaggio parallelo divenne poi tipico del cinema che porta lo spettatore a riflettere.

Griffith usò questi tipi di montaggio e di raccordo in maniera ancora intuitiva, commettendo alcune imprecisioni che nel successivo cinema classico vennero eliminate: per esempio nelle inquadrature del raccordo sull'asse i personaggi hanno posizioni leggermente diverse, oppure gli oggetti mostrati in soggettiva sono contornati da un mascherino nero, non mostrando le mani del portatore, ecc.

## Griffith, il primo "regista"
Il sistema di lavoro di Griffith segnò la nascita della figura professionale che domina il set durante le riprese: il regista. Fino ad allora erano varie le persone che si contendevano la direzione e la paternità di un film, tra le quali spiccava normalmente il cinematographer, cioè l'operatore che filmava in prima persona. L'operatore di Griffith era Billy Bitzer, con il quale nacquero numerosi conflitti, poiché Bitzer era abituato a considerare i film come opera sua. Con decisione e prepotenza Griffith rivendicò la direzione dell'intero film. Il conflitto fu alla fine molto produttivo per entrambi, perché essi si dedicarono poi a creare nuove invenzioni.
Griffith, a partire dalla Nascita di una nazione, divenne una sorta di "narratore invisibile" che conduceva il pubblico nella storia, sostituendo quello che nel cinema delle origini era stato il narratore o imbonitore presente in sala durante le proiezioni. Con la specializzazione in varie professioni (regista, operatore, sceneggiatore, fotografo, montatore) il narratore diventerà l'espressione di una collettività di soggetti, compresi anche gli attori, rendendo il cinema una grande arte collettiva, al pari di tradizioni come quella della danza o della musica per orchestra.

## Controversie
Griffith fu una personalità estremamente controversa. All'apice della popolarità, il suo film Nascita di una nazione (1915), un discusso ritratto della Guerra Civile Americana, venne anche ritenuto responsabile della rinascita del movimento razzista Ku Klux Klan negli Stati Uniti. Controversie mai sciolte, al punto che nel dicembre 1999 il presidente dell'associazione dei registi cinematografici americani (DGA), ritenendo Griffith responsabile del risorgere degli stereotipi razziali, senza consultare i propri membri, annunciò il cambiamento della denominazione del D. W. Griffith Award in Guild's Highest Honor. Il riconoscimento, dall'istituzione nel 1953, era stato riconosciuto a Cecil B. DeMille per primo e successivamente a John Ford, Alfred Hitchcock, John Huston, Ingmar Bergman, Akira Kurosawa, Woody Allen, David Lean, Stanley Kubrick.

## Filmografia

### Regista
Cortometraggi
- Behind the Scenes (1908)
- The Test of Friendship (1908)
- The Christmas Burglars (1908)
- The Helping Hand (1908)
- Mrs. Jones Entertains (1909)
- Sweet and Twenty (1909)
- The Criminal Hypnotist (1909)
- The Voice of the Violin (1909)
- The Honor of Thieves (1909)
- A Drunkard's Reformation (1909)
- The Lonely Villa (1909)
- A Corner in Wheat (1909)
- Ramona (1910)
- The Englishman and the Girl (1910)
- The Unchanging Sea (1910)
- Iola's Promise (1912)
- An Unseen Enemy (1912)
- A girl and Her Trust (1912)
- The Massacre (1912)
- Three Friends (1913)
- The Wanderer (1913)

Lungometraggi
- Giuditta di Betulia (Judith of Bethulia) (1914)
- Nascita di una nazione (The Birth of a Nation) (1915)
- Intolerance (1916)
- Cuori del mondo (Hearts of the World) (1918)
- Il grande amore (1918) - perduto
- La fanciulla che cerca amore (The Greatest Thing in Life) (1918) - perduto
- Il mondo di Colombo (1919) - perduto
- Il romanzo della Valle Felice (A Romance of Happy Valley) (1919)
- Le vestali dell'amore (The Girl Who Stayed at Home) (1919)
- Giglio infranto (Broken Blossoms) (1919)
- Amore sulle labbra (True Heart Susie) (1919)
- Per la figlia (Scarlet Days) (1919)
- Il grande problema (The Greatest Question) (1919)
- L'idolo danzante (The Idol Dancer) (1920)
- Il fiore dell'isola (The Love Flower) (1920)
- Agonia sui ghiacci (Way Down East) (1920)
- Amore d'altri tempi (Dream Street) (1921)
- Le due orfanelle (Orphans of the Storm, 1921)
- Notte agitata (One Exciting Night) (1922)
- La madre del ragazzo (1923)
- La rosa bianca (The White Rose) (1923)
- America (1924)
- Non è una bella vita (1924)
- Zingaresca (Sally of the Sawdust) (1925)
- L'uragano (That Royle Girl) (1925) - perduto
- L'angoscia di Satana (The Sorrows of Satan) (1926)
- La legge dell'amore (Drums of Love) (1928)
- La battaglia dei sessi (The Battle of the Sexes) (1928)
- La canzone del cuore (Lady of the Pavements) (1929)
- Il cavaliere della libertà (1930)
- The Struggle (1931)

### Sceneggiatore
Lungometraggi
- Nascita di una nazione (The Birth of a Nation) (1915)
- Intolerance (1916)